# イエローバッジ

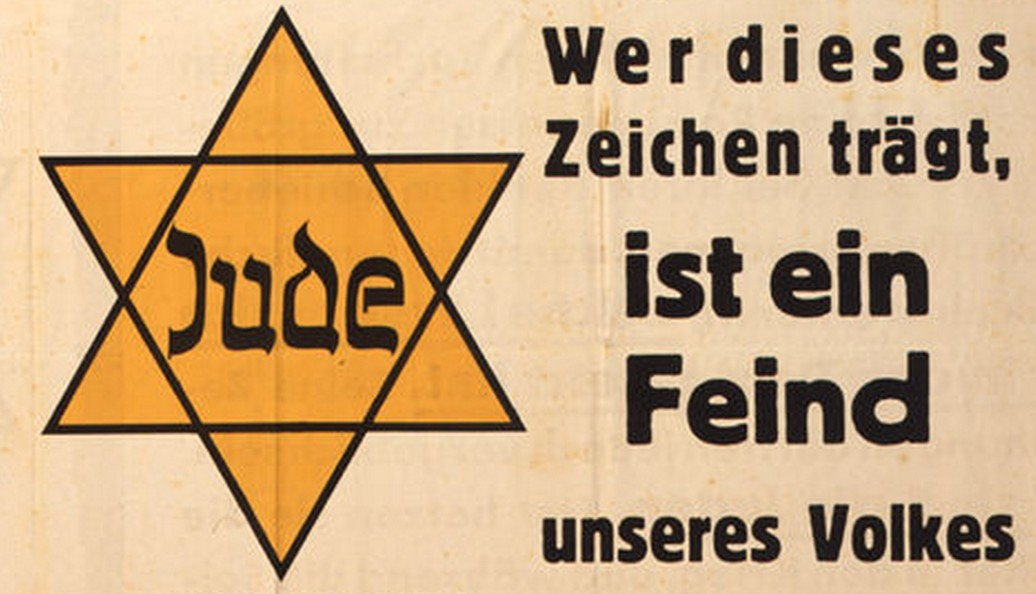
ナチス時代のバッジ「このサインを着ている者は国民の敵である」

イエローバッジ（英語:Yellow badge, yellow patches）とは、中世のイスラム帝国や、中世から近世近代に至るヨーロッパにおいてユダヤ人に着用が求められたバッジ（記章)である。「ジューイッシュバッジ（Jewish badges、ユダヤ人のバッジ）」とも呼ばれ、ドイツ語ではJudenstern（直訳すると「ユダヤの星」）という。1939年以降、ナチスドイツにおいても着用が強制された。このバッジを着用すると宗教的民族的識別がなされることからバッジオブシェイム（badge of shame、恥辱のバッジ）とも言われることもある。

## イスラム
中世イスラム帝国においてユダヤ人と非イスラム教徒を識別するために特別な衣服を着ることを要請する政策は8世紀のウマル2世の時代に開始されたとみられる。アッバース朝のムタワッキルの時代にも再び同じ政策が実行され、以降何世紀にも渡って継承された。バグダッドのゲニザ（ユダヤ教の資料施設）に伝わる1121年の記録にも以下の記載がある。
黄色いバッジを2つ、1つは頭に、もう1つは首につけなければならない。さらに各ユダヤ人は「dhimmi」と書かれた（３グラムの）鉛の塊を首からさげなければならない。また、男性は腰にベルトも締めなければならない。女性は赤と黒の靴を履き、首か靴に小さな鈴をつけなければならない。

## ヨーロッパ

### 中世～近代ヨーロッパ
中世ヨーロッパのカトリック世界においてユダヤ教徒（ユダヤ人）とイスラム教徒はキリスト教徒と識別するための衣服の着用を強制された。
インノケンティウス3世は1215年の第4ラテラン公会議において、ユダヤ教徒とイスラム教徒は、識別できる衣服（ラテン語でhabitus　ハビトゥス）を着用しなければならないとカノン68条文で規定した。また、先がとがった黄色い帽子（ユダヤ帽）を被らされた。
近代になり、フランス革命後はユダヤ人に対して法の下の平等が保証され、特定のシンボルの着用を強制する国家は存在しなくなったが、依然として差別や偏見は残ったままであった。

### 第2次世界大戦中

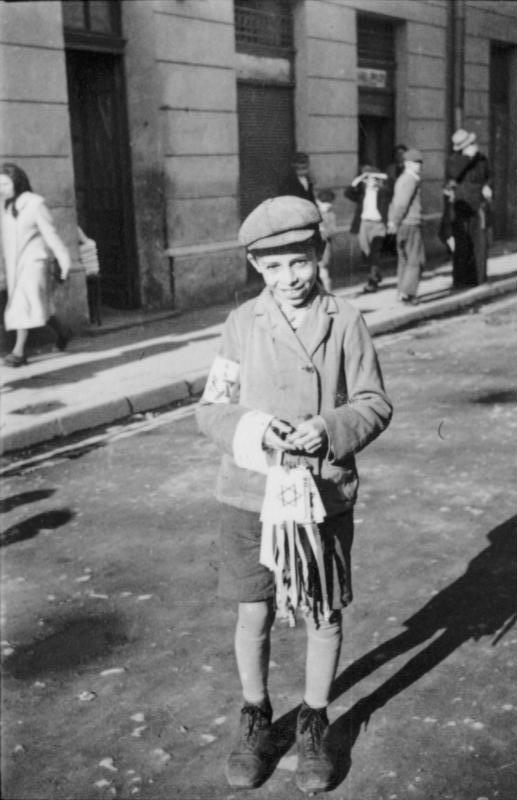
ユダヤの星が付けられた腕章を身に着けている少年。腕章は右腕の上着の袖に着用することが義務付けられ、黄色いバッジではなく青色の六芒星が縫い付けられている。

しかしナチス・ドイツのヨーロッパ支配が強化されると、ユダヤ人に対して再びバッジの着用を強制する構想が持ち上がり始めた。これはユダヤ人に対して屈辱を与えるためだけでなく、ユダヤ人を発見及び隔離してヨーロッパ大陸から追放する狙いも含んでいた。
1938年に入るとナチスの宣伝相であるヨーゼフ・ゲッペルスや保安警察の長官であるラインハルト・ハイドリヒが同様の考えを提案するようになり、1939年９月１日のポーランド侵攻後はヴウォツワヴェクで10月29日に命令が交付されたのを皮切りに、ポーランド総督府の総督であるハンス・フランクのもとで10歳以上の全てのユダヤ人に特徴的なバッジの着用を義務づける様々な地方布告が出され、着用を拒否する者に対しては死刑を含む重い罰則が科された。
ヴァルテラント帝国大管区では、左胸と背中にダビデの星の形をした黄色いバッジの着用が義務化された。ヘブライ文字に模したフォントで刻まれたJude（ドイツ語で「ユダヤ人」の意）の文字とともにダビデの星を着用する義務は、その後ハイドリヒが署名した1941年９月１日に公布された法令より）第三帝国とボヘミア・モラヴィア保護領の６歳以上のすべてのユダヤ人に着用が義務化された。
その後は徐々にドイツ占領地（ベルギー、オランダ、フランス、クロアチア、スロバキア、チュニジア等）でもユダヤ人に対するバッジの着用が義務づけられ、その地の言語が使われるようになった（フランス語ではJuif、オランダ語ではJood等）。
ただしユダヤ人に対して厳しい政策がとられなかった国もあり、デンマークではバッジの着用は義務化されず、ノルウェーでは1942年1月10日にすべてのユダヤ人に対してバッジの代わりに「J」とスタンプが押された身分証明書の携帯が義務づけられた。
また、一部のユダヤ人（中立国から来た者、ドイツの大企業で特に重要な役職についている者、ユダヤ人協会の代表者、ナチスドイツの協力者、外国人と結婚している者等）はバッジを着用することが免除されていた。

## ギャラリー

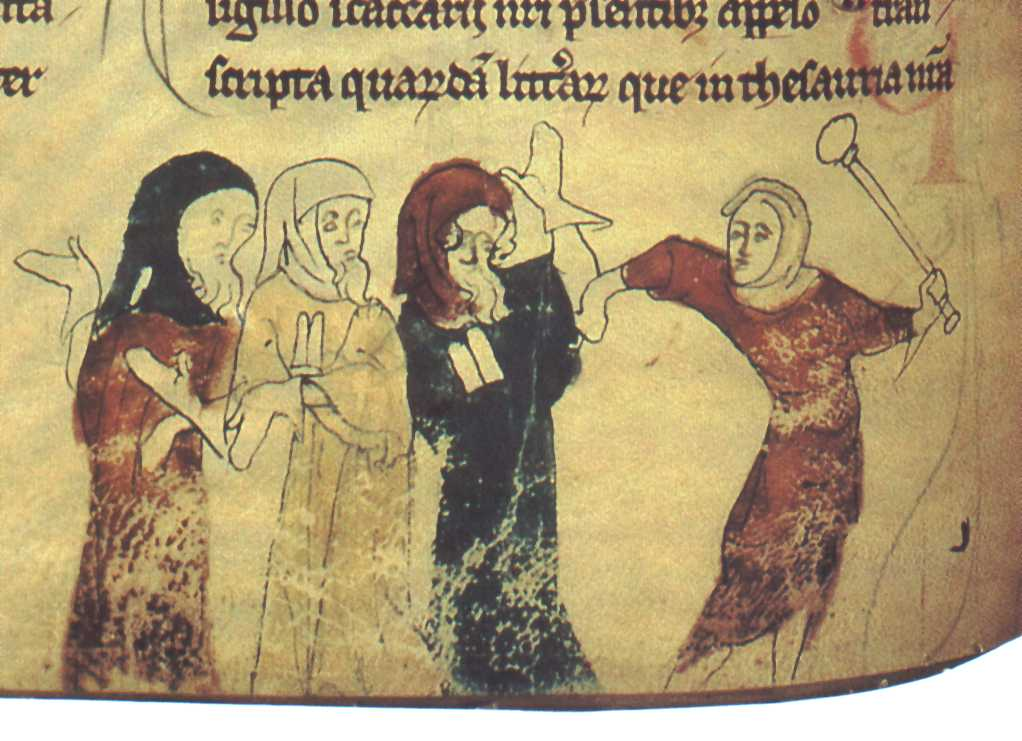
叩かれるユダヤ人。イギリスの古文書
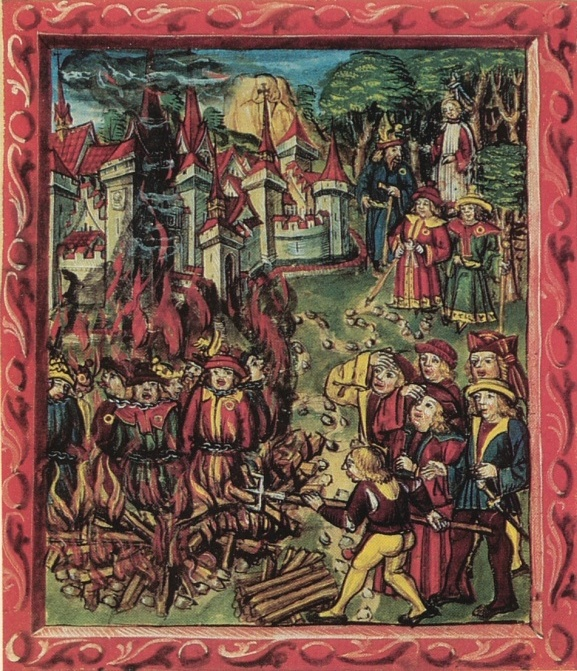
焼かれるユダヤ人（フランスのrouelleとされる）
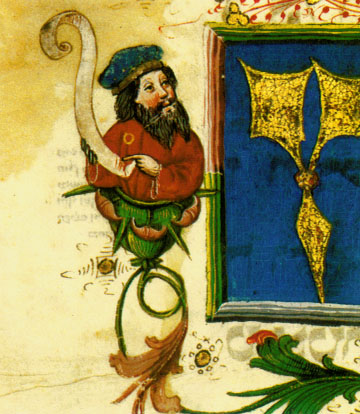
ユダヤ人の指輪Jewish ring 、ドイツ、15世紀
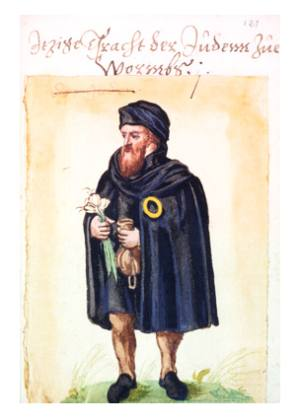
マント、ユダヤ人の指輪、ニンニク、財布を持つのがユダヤ人の典型とされた。16世紀ドイツ。
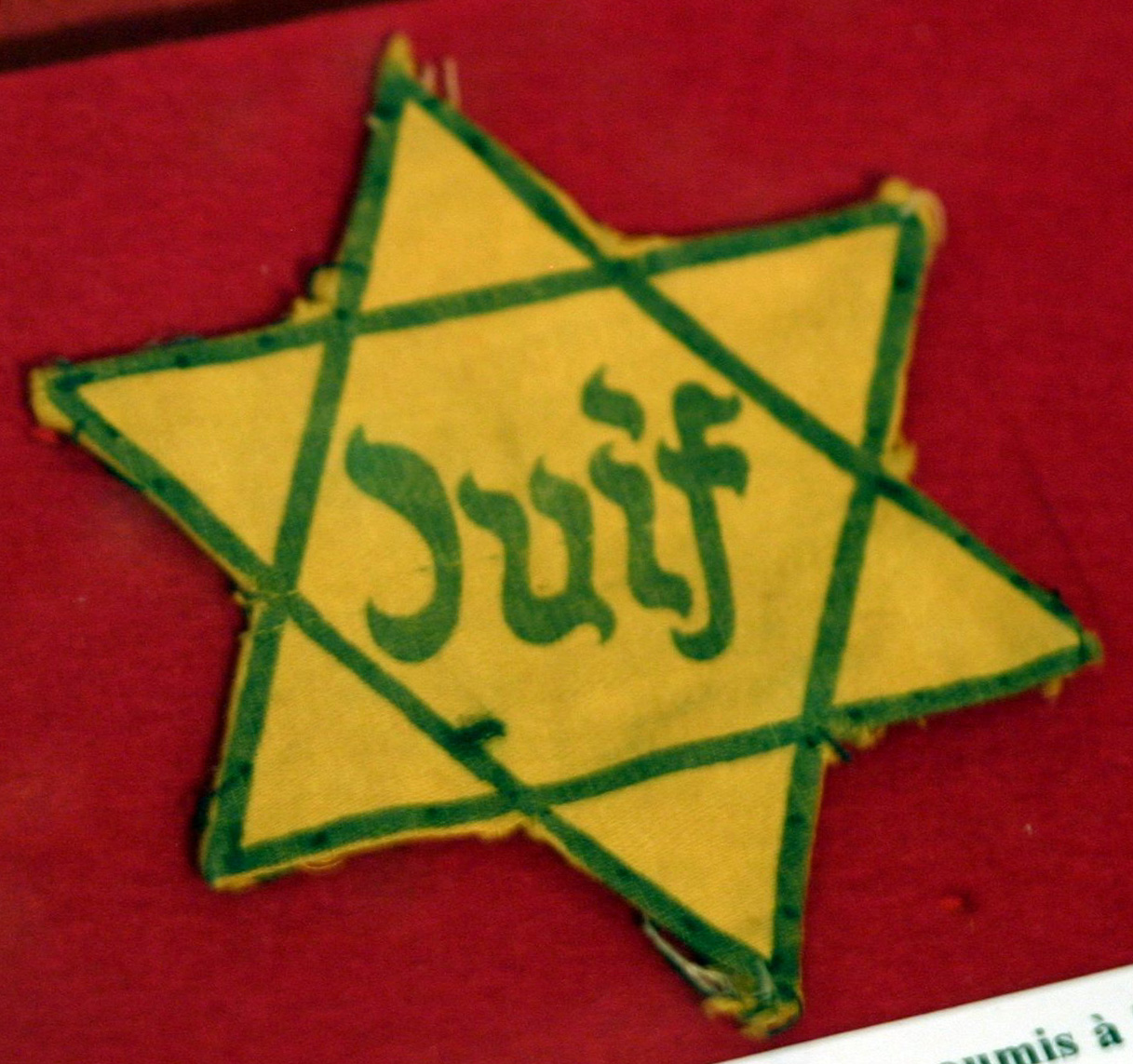
ナチス・ドイツ占領下のフランスでユダヤ人が身に着けることを強制されたユダヤの星。Juifはフランス語でユダヤ人の意